# بوب راش (لاعب كرة قاعدة)
بوب راش (بالإنجليزية: Bob Rush)‏ هو لاعب كرة قاعدة أمريكي، ولد في 21 ديسمبر 1925 في باتل كريك في الولايات المتحدة، وتوفي في 19 مارس 2011 في ميسا في الولايات المتحدة.